# Protosteira spectabilis
Protosteira spectabilis är en fjärilsart som beskrevs av W. Warren 1899. Protosteira spectabilis ingår i släktet Protosteira och familjen mätare. Inga underarter finns listade i Catalogue of Life.